# Болланд, Герардус

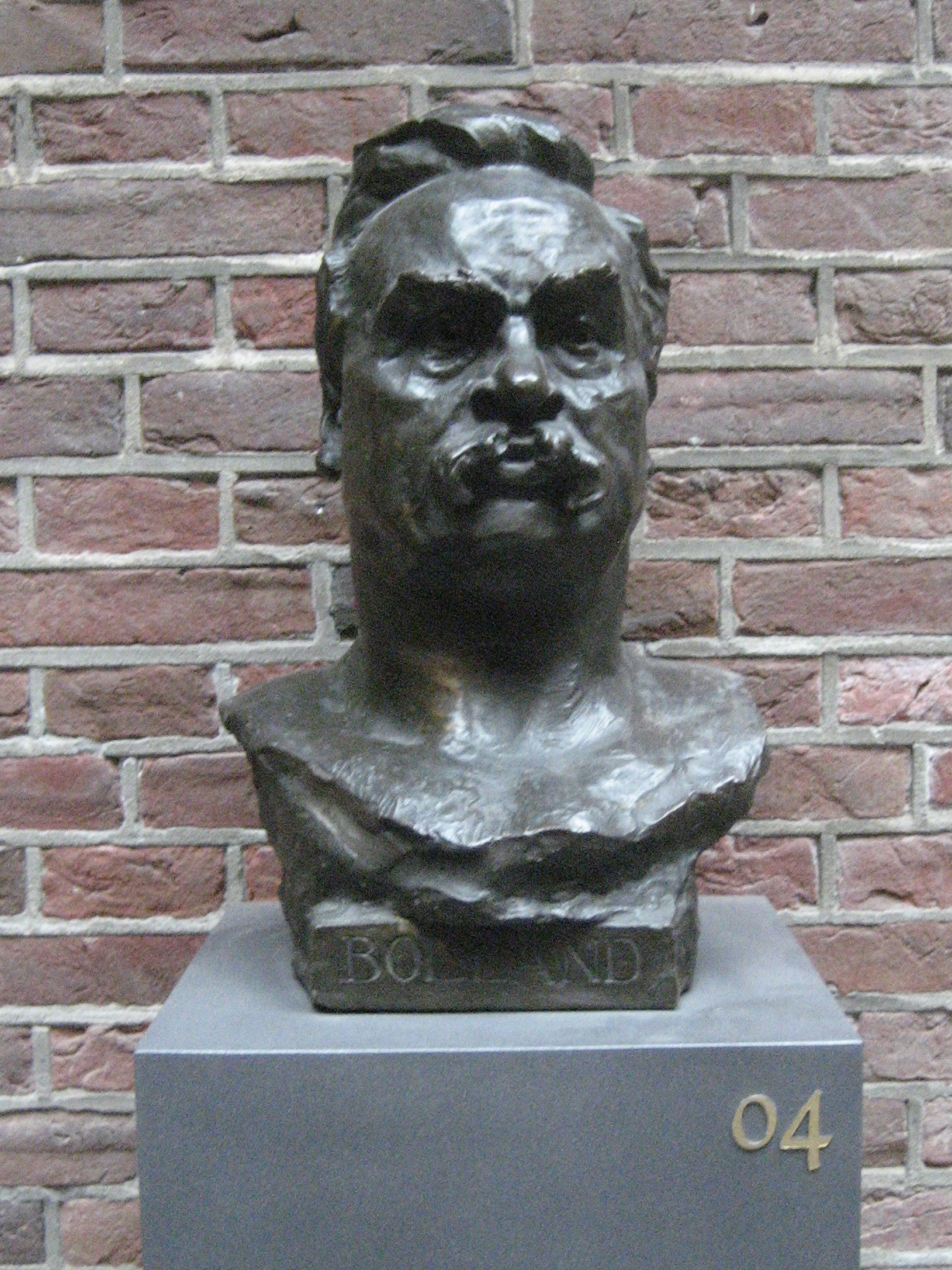
Бюст Болланда

Герардус Йоханнес Петрус Йозефус Болланд (нидерл. Gerardus Johannes Petrus Josephus Bolland; 9 июня 1854, Гронинген — 11 февраля 1922, Лейден) — голландский философ-самоучка, лингвист, исследователь Библии и преподаватель. 
Будучи талантливым оратором, он давал популярные публичные лекции в Амстердаме, Роттердаме, Гааге, Утрехте, Делфте, Гронингене, Неймегене и Бельгии. Был экспертом в области немецкого идеализма и религиозной истории, начав исследовать историю христианства в 1891 году. Был связан с голландской радикалистской школой, в 1900 году организовал переиздание сочинений Гегеля и всячески популяризировал философию. Был также известен своим необычным стилем речи на голландском языке, за что часто подвергался критике, хотя имел и поклонников.

## Биография
Родился в бедной католической семье в Гронингене. На протяжении своей жизни был школьным учителем в Катвике, затем уехал в Голландскую Ост-Индию, где преподавал английский и немецкий язык в Батавии. По возвращении в Нидерланды поступил в Лейденский университет и в 1896 году стал в нём профессором философии. С 1898 года начал писать философские работы, которые были в основном посвящены взглядам Гегеля. 
Был глубоко религиозным человеком, но сам себя называл агностиком; в своих работах выступал с резкой критикой христианства и клерикализма (в частности, отвергал реальность существования Иисуса Христа), а также различных социальных групп и институтов, чем нажил себе множество врагов. Консерватор и противник демократии, он ненавидел евреев, масонов и рабочий класс; по причине антисемитизма Болланда его статую в 2003 году убрали из помещения Палаты представителей по запросу социалистического депутата Ван Раака. Считался одним из самых неоднозначных философов своего времени.